# Arlington (East Sussex)
Arlington is een civil parish in het bestuurlijke gebied Wealden, in het Engelse graafschap East Sussex met 770 inwoners.